# Сонін Євген Юрійович
Євген Юрійович Сонін (нар. 16 червня 1974, Дніпропетровськ, УРСР) — український футболіст та тренер, виступав на позиції нападника.

## Життєпис
Професіональну кар'єру Євген розпочинав у білоруському футбольному клубі «Взуттєвик», в якому провів два сезони, а в 1993 році перейшов в АПК з Азова.
У 1994 році перейшов у «Космос» з Павлограда, потім грав у новомосковському «Металурзі».
З 1994 по 1995 рік грав за клуб російської Вищої ліги за «Крила Рад» із Самари.
З 1995 по 1999 грав у різних українських клубах. У 1998 перейшов з «Дніпра» в запорізьке «Торпедо», яке на той час виступало в першій українській лізі.
У 2000 році, по завершенні першого кола, перейшов у клуб Першого дивізіону «Жемчужина» (Сочі). Команда йшла на 8 місці, однак за підсумками сезону клуб вилетів у Другий дивізіон. З 2000 року у Другій лізі заборонили виступати легіонерам й Сонін на рік залишився поза футболом, допоки в 2002 році не перейшов у «Кристал» зі Смоленська. Наступного року захищав кольори криворізького «Гірника» в аматорському чемпіонаті України
У 2005 році грав за махачкалинське «Динамо». У 2008 році взяв участь в турнірі пам'яті Сергія Перхуна, на якому визнаний найкращим гравцем. Потім виступав за різні в аматорському чемпіонаті України та обласних чемпіонатах.
Станом на листопад 2011 року очолював комітет з фізичної культури й спорту Самарського району міста Дніпропетровська.
У 2014 році тренував представника Суперліги Дніпропетровщини ФК «Дніпропетровськ».